# Rainbach im Innkreis
Rainbach im Innkreis è un comune austriaco di 1 485 abitanti nel distretto di Schärding, in Alta Austria.